# Macross Zero
«Макросс Зеро» (яп. マクロス ゼロ макуросу дзэро) — 5-серийное аниме в формате OVA, снятое режиссёром Сёдзи Кавамори в 2002 году. Приквел к оригинальному сериалу «Гиперпространственная крепость Макросс», выпущенный к 20-летию вселенной «Макросс». 

## Сюжет
В 1999 году на землю падает метеорит, оказавшийся инопланетным космическим кораблём, названным позднее Макросс. Япония, США, СССР, Германия, Англия и Франция под эгидой ООН создают научно-исследовательскую организацию для его изучения и восстановления. Спустя год в странах, не допущенных к исследованиям, начинает нарастать недовольство, постепенно переросшее в крупномасштабную войну за право обладания «сверхтехнологиями».
Действие «Макросс Зеро» происходит в 2008 году, за год до событий оригинального сериала. Восстановление Макросса почти завершено. Война подходит к концу.
Главный герой, Син Кудо — молодой пилот, в ходе сражения с неопознанным истребителем сил антиальянса, способным трансформироваться в роботa, терпит крушение у берегов небольшого островка Майан посреди Тихого океана. Его выхаживают местные жители, убежденные пацифисты.
Вернувшись на авианосец, Син вступает в эскадрилью Черепа под командованием Роя Фоккера, действующего на новейших истребителях VF-0 Phoenix, также способных трансформироваться.
По случайному совпадению на острове Майан обнаруживаются следы пребывания создателей Макросса, и вскоре он становится полем битвы за инопланетные артефакты.
На фоне этого развивается романтическая линия — классический любовный треугольник между Сином и двумя сёстрами с острова Майан, Сарой и Мао Номэ.

## Роли озвучивали
| Актёр             | Роль                     |
| ----------------- | ------------------------ |
| Кэнъити Судзумура | Син Кудо                 |
| Санаэ Кобаяси     | Сара Номэ                |
| Юка Нанри         | Мао Номэ                 |
| Акира Камия       | Рой Фоккер               |
| Рюдзабуро Отомо   | Д. Д. Иванов             |
| Минами Такаяма    | Нора Полянская           |
| Дзёдзи Наката     | отец Сары, человек-птица |
| Кинрю Аримото     | Райдзо Накадзима         |
| Нати Нодзава      | профессор Хасфорд        |
| Наоми Синдо       | Арис Тёрнер              |
| Сосукэ Комори     | Эдгар ла Салле           |
| Тамио Оки         | Нутук                    |
| Кодзи Тотани      | Хассан                   |
| Маико Тода        | женщина                  |
| Мами Хигасияма    | Арджуна                  |
| Роми Паку         | Кэти                     |
| Рёко Нумадзава    | оператор                 |

## Список серий
| № эпизода | Название                  |
| --------- | ------------------------- |
| 1         | The Ocean, The Wind, And… |
| 2         | The Star Of The Surface   |
| 3         | Blue And Desperate Battle |
| 4         | Jungle                    |
| 5         | Bird-Human                |

## Выпуск на видео
В силу юридического спора о правах на распространение франшизы «Макросс» с участием Studio Nue и Big West против американской компании Harmony Gold, вся продукция после 1999 года, включая Macross Zero, не получила международного релиза. По сути, данный товарный знак было запрещено использовать другим лицам или организациям за пределами Японии — будь то аниме, манга, игрушки, персонажи, изображения, музыка, компьютерные игры. 8 апреля 2021 года Big West и Harmony Gold объявили, что конфликт завершён и распространение по миру различных выпусков «Макросса» разрешено.  
В 2004 году сериал был выпущен Bandai Visual на 5 DVD. Издание на 2 Blu-ray состоялось в 2008 году в формате 1,78:1 (16:9) и со звуком Dolby TrueHD 5.1 и LPCM 2.0. В 2023 году Bandai анонсировала выпуск премиум-версии, посвящённой 20-летию Macross Zero, ремастеринг осуществлён при помощи искусственного интеллекта, комментарии предоставили Сёдзи Кавамори, Кэнъити Судзумура, Санаэ Кобаяси и Юка Нанри, также включены материалы из DVD и предыдущего Blu-ray. Релиз состоялся 28 февраля 2024 года. По этому случаю, был проведён показ в кинотеатрах Shinjuku Piccadilly и Namba Parks (Осака). Трансляцию по всему миру эксклюзивно осуществляет Disney+. В 2024 году было объявлено, что ограниченное издание Macross Zero станет доступным эксклюзивно в Crunchyroll Store, в дополнения вошли бонусное видео и аудиокомментарии, кроме того, прилагались 128-страничная книга, 8 карточек и постер.

## Музыка
Саундтрек первоначально издавался Victor Entertainment только в Японии. 21 ноября 2021 года состоялся выпуск по всему миру (за исключением КНР).

## Отзывы и критика
Согласно журналу «Мир фантастики», инструктор Иванов из Macross Zero — серьёзный и талантливый пилот, но война и месть для него важнее жизни невинных людей. Он безжалостно сражается за обладание инопланетным артефактом, найденным на мирном острове. Screen Rant дал 5 место из 7 в рейтинге фильмов и сериалов франшизы «Макросс» на основе оценок пользователей MyAnimeList.
Kotaku рекомендовал аниме для тех, кто любит фильм «Танцующий с волками», приквелы и мистические инопланетные сюжеты. Не подходит для людей, которые хотят космических сражений и эпических моментов. Хотя Macross Zero является первым по хронологии, это скорее побочная история, поэтому начинать ознакомление с него не стоит. Действительно здорово смотреть на происхождение трансформирующихся истребителей, но интересным сериал делают едва заметные связи с оригиналом. Иначе можно пропустить большую часть его очарования.
The Anime Review заметил, что когда дело доходит до научной фантастики, упущенные возможности простительны. Можно наслаждаться фильмами «Звёздных войн» и продолжением «Матрицы». Но ясно одно: яркие визуальные эффекты сами по себе не представляют великолепное кино или сериал. Именно поэтому Macross Zero — провал. Аниме, без сомнения, красивое, как и воздушные бои, но с посредственной историей, низким развитием персонажей и огромными дырами в сюжете размером с крепость Зентради. Соединение компьютерной графики и традиционной анимации выглядит правдоподобным. С другой стороны, музыки на удивление не хватает, в ней нет ни замечательных поп-песен, ни даже запоминающейся мелодии, а вся франшиза известна своими саундтреками. После неоднозначного «Макросс 7» существовали ожидания, что Macross Zero будет качественным. Понятно, что на спецэффекты не жалели денег, и фанаты это оценили. Но в любой другой важной категории сериал проигрывает. Война бушует во всём мире, и в ней никогда не бывает больше 10 бойцов одновременно. Рой Фоккер — легендарный герой, но его роль здесь мог исполнить кто угодно, в целом он камео, что разочаровывает. Лучше отредактировать это в более связный полуторачасовой фильм с намного меньшим количеством отступлений, чем в OVA. Теперь известно, что красивая графика мимолётна, а умные сюжеты и повествования идут в последнюю очередь.
«АнимеГид» в рецензии поставил 7 из 10 баллов и подчеркнул, что, возможно, проблема заключается в чрезмерных ожиданиях, но просмотр пятисерийного выпуска оставил с «чувством сожаления и налётом неудовлетворённости». Возникает вопрос: «Истребители-трансформеры, бравые пилоты, ископаемые пришельцы и таинственные легенды… что тут может пойти не так?». Новая глава саги о «Макроссе», предыстория событий сериала, снятого в 1982 году — «амальгамация всех лучших и худших сторон Сёдзи Кавамори». Инженер-конструктор по профессии, он стоит за великолепной анимацией, дизайнами «валькирий» и детально продуманными воздушными боями. Именно он, занимавшийся разработкой концепции самолётов-трансформеров, знает всё возможное о том, как нужно интересно снимать аниме о пилотах истребителей. Однако в этот раз «любимец фэндома взял на себя больше, чем смог вынести». Если в первом сериале Кавамори занимался лишь «меха-дизайном», то в Macross Zero на него легла ответственность режиссёра, сценариста, дизайнера техники и даже раскадровщика. Для одного человека, даже с таким талантом, это оказалось слишком много. Опытный читатель может спросить: «А как же Macross Plus?». По мнению рецензента, Кавамори снял легендарную OVA, занимая те же должности, и смог сделать один из ключевых мини-сериалов 1990-х годов и однозначно лучший во франшизе. Оба цикла имеют схожие сюжеты, где видны по-настоящему новаторская, передовая анимация, которая определит стандарты качества на годы вперёд, а также знакомые герои, удачно показавшие себя в других инкарнациях «Макросса». Разница между ними заключается в том, что в 2001 году Кавамори выпустил сериал Earth Maiden Arjuna, именно эта работа «перевернула его восприятие анимационных сюжетов». Начиная с Arjuna он перестал быть режиссёром «сериалов о самолётах» и начал снимать об экологии. 
Защита окружающей среды, охрана планеты от посягательств человека, хрупкость экологического баланса — новые темы его творчества. Macross Zero не избежал данной участи. Вместо того, чтобы создать цельный сюжет и рассказать историю войны ООН и её противников за контроль над Землёй в преддверие крушения корабля пришельцев, автор сосредоточился на воплощении своих идеалов. Когда он показал все достоинства анимации, комбинированной с трёхмерной компьютерной графикой, «закончил свою неизбежную экологическую проповедь, что осталось в сухом остатке?». Macross Zero «страдает от недостаточно продуманного сценария», и хотя достижения аниматоров «затмят многим глаза», обозревателю оказалось «довольно неприятно наблюдать то, что могло стать вторым Macross Plus». В «Зеро» есть классический любовный треугольник главных персонажей, но они непонятно чем связаны и далеки от героев «Плюса» и оригинального SDF Macross. Снова можно видеть печально известную всем поклонникам музыки Macross 7 «силу песни» и её влияние на пришельцев из космоса. Но режиссёр по неизвестным причинам счёл необходимым ничего не объяснять и оставил все нюансы и подробности фантазии зрителей. Он внятно не рассказал о тайнах Протокультуры, о загадочных «человеко-птицах», об инопланетных артефактах и прочих ребусах, которые сам обозначил и оставил неразрешёнными. Несмотря на качественную графику, безупречно поставленные воздушные бои и красоту музыкального сопровождения, Macross Zero «всё равно остаётся разочарованием, как сериал, чьи авторы забыли о главном: о героях и о сюжете». Следует обратить внимание на Macross Plus, который позволяет увидеть, «что когда-то Кавамори снимал нечто более глубокое, нежели визуально привлекательные гринписовские агитки». Редактор журнала добавил, что изобразительная часть «приятно поражает», что нельзя сказать о сценарной составляющей; экологический пункт «и вовсе начинает напрягать».